# Miroslav Slaboixpitski
Myroslav Mykhailovych Slaboshpytskyi (ucraïnès: Мирослав Михайлович Слабошпицький; nascut el 17 d'octubre de 1974) és un director de cinema ucraïnès.

## Biografia
Slaboshpytskyi és fill l'escriptor i crític literari ucraïnès Mykhailo Slaboixpitski. Fins al 1982 va viure a Lviv.
Slaboshpytskyi es va graduar a la Universitat Nacional de Teatre, Cinema i TV de Kíev amb un enfocament en direcció de cinema i televisió. Ha treballat com a reporter i ha escrit guions per a cinema i televisió. A principis dels anys noranta. va treballar als Estudis de Cinema Dovjenko.
Des de l'any 2000 és membre de l'Associació Ucraïnesa de Cinematògrafs. Va ser vicepresident de l'Associació de Joves Cineastes d'Ucraïna.
L'any 2002, a causa d'un conflicte amb la cap del Servei Estatal de Cinematografia Anna Chmil, va marxar a Rússia a Sant Petersburg, on va començar a treballar com a guionista i segon director en diversos projectes. Va treballar a l'estudi de cinema Lenfilm a Sant Petersburg, en particular a la sèrie "Detachment" amb Igor Lifanov i altres.
El 2014, Slaboshpytskyi va irrompre en escena amb la seva pel·lícula Plemia (La tribu), que es va estrenar al Festival de Canes. La pel·lícula està totalment en llengua de signes ucraïnesa sense subtítols. Va guanyar el Gran Premi Nespresso, així com el Premi France 4 Visionary i el Premi Gan Foundation Support for Distribution a la secció Setmana de la Crítica del 67è Festival Internacional de Cinema de Canes.
El 24 d'octubre de 2018, es va anunciar que Slaboshpytskyi dirigiria la pel·lícula Tiger, basada en el llibre de no ficció de 2010 de John Vaillant. Focus va adquirir el llibre el 2010 i, en un moment donat, el projecte va ser vist com un possible vehicle d'actuació per a Brad Pitt i un treball de direcció per a Darren Aronofsky. Al final, tots dos han decidit quedar-se com a productors i permetre que Slaboshpystskyi intervingui per dirigir.

## Filmografia
| Any  | Títol                             | Director | Guionista | Productor | Notes |
| ---- | --------------------------------- | -------- | --------- | --------- | --- |
| 2006 | Jakh (Жах)                        | Sí       | No        | Sí        | Curtmetratge; també decorador                                                                                     |
| 2009 | Diagnoz (Діагноз)                 | Sí       | Sí        | Sí        | Curtmetratge; també muntador                                                                                      |
| 2010 | Glukhota (Глухота)                | Sí       | Sí        | No        | Curtmetratge; Curtmetratge; més tard inclòs a la pel·lícula d'antologia Mydakh. Arabeski (Мудаки. Арабески, 2011) |
| 2012 | Iaderni bidkhodi (Ядерні відходи) | Sí       | Sí        | No        | Curtmetratge; més tard inclòs en la pel·lícula d’antologia Ukraïno, Goodbye! (Україно, goodbye!, 2012)            |
| 2014 | Plèmia (Плем'я)                   | Sí       | Sí        | No        | Llargmetratge de debut                                                                                            |
| TBA  | The Tiger                         | Sí       | No        | No        | Pre-producció |

### Com a actor
- 1995 : Storoj (Сторож, Curtmetratge)
- 1999 : Поет та княжна